# Henry Faulds
Henry Faulds (Beith, 1º giugno 1843 – Wolstanton, 19 marzo 1930) è stato un medico e missionario scozzese.

## Vita e formazione
Nato a Beith, cittadina scozzese nell'Ayrshire Settentrionale, da famiglia di mezzi limitati, all'età di 13 anni Faulds fu costretto ad abbandonare gli studi ed a recarsi a Glasgow, dove trovò lavoro come impiegato. All'età di 21 anni decise di iscriversi alla Facoltà di Lettere dell'Università di Glasgow, dove studiò matematica, logica e letteratura classica. In seguito studiò medicina presso l'Anderson College, conseguendo la laurea e la licenza di medico.
Dopo la laurea, Faulds divenne medico missionario per la Chiesa di Scozia. Nel 1871 fu inviato nell'India britannica, dove prestò servizio per due anni presso un ospedale dei poveri nel Darjeeling.
Il 23 luglio del 1873, Faulds fu incaricato dalla Chiesa Presbiteriana Unita di Scozia di istituire una missione medica in Giappone. Nel settembre del medesimo anno sposò Isabella Wilson, con la quale partì per il Giappone a dicembre.

## L'esperienza medica in Giappone
Faulds istituì la prima missione scozzese in Giappone nel 1874, dotandola di un ospedale e di una scuola per gli studenti giapponesi di medicina. Contribuì ad insegnare ai chirurghi giapponesi i metodi antisettici del dottor Joseph Lister, di cui era stato allievo. Nel 1875 contribuì alla fondazione della Rakuzenkai, la prima società giapponese per i ciechi, ed istituì delle postazioni di guardia per prevenire l'annegamento nei canali. Riuscì a fermare un'epidemia di rabbia che decimava i bambini che giocavano coi topi infetti, e contribuì a fermare la diffusione del colera in Giappone. Curò persino un'infezione che aveva colpito le riserve di carpe dei pescatori locali. Nel 1880 contribuì alla fondazione di una scuola per ciechi. Nel 1882, nel suo ospedale di Tokyo (l'ospedale Tsukiji) venivano curati 15.000 pazienti all'anno. Faulds giunse a padroneggiare perfettamente la lingua giapponese e, in aggiunta alla sua attività a tempo pieno come medico, trovò il tempo di scrivere due volumi sui viaggi nell'Estremo Oriente ed una certa quantità di articoli accademici, nonché di avviare la pubblicazione di tre riviste.

## Indagine e controversia sulle impronte digitali
Nel 1879, durante una visita ad alcuni scavi archeologici, intrapresa assieme ad un amico (l'archeologo americano Edward Morse), Faulds notò che i frammenti di creta conservavano alcune deboli tracce impresse dalle dita degli antichi artigiani. Esaminando le impronte digitali proprie, dei suoi amici e conoscenti, e di alcune scimmie, Faulds si convinse che lo schema delle cosiddette "creste" fosse unico per ciascun individuo.
A breve distanza da tali osservazioni, la polizia locale fece irruzione nell'ospedale di Faulds arrestando un suo collaboratore, della cui innocenza Faulds era assolutamente convinto. Determinato a farlo scagionare, Faulds paragonò le impronte lasciate sulla scena del crimine con quelle del sospetto, dimostrandone la differenza. Di fronte a tale evidenza, la polizia acconsentì a rilasciare il sospetto.
Nel tentativo di promuovere l'uso delle impronte digitali a fini di identificazione dei criminali, Faulds cercò il sostegno dell'eminente naturalista Charles Darwin. Darwin declinò l'invito a lavorare su questa idea, ma lo inoltrò a suo cugino, Sir Francis Galton, che portò la proposta all'attenzione della Anthropological Society di Londra. Quando Galton, circa otto anni dopo, ritornò sull'argomento, non si preoccupò di menzionare la lettera di Faulds. A causa di questa lettera è sorta in seguito una controversia su chi sia stato, propriamente, l'inventore della moderna tecnica giudiziaria basata sulla rilevazione delle impronte digitali. Non vi può essere alcun dubbio, tuttavia, circa il fatto che il primo articolo pubblicato da Faulds sulla rivista scientifica Nature risalga al 1880, mentre le pubblicazioni di Galton dedicate all'argomento datano dal 1888 in poi; tutte le fazioni concordano su questo punto.
Sempre nel 1880, a un mese di distanza dalla pubblicazione dell'articolo di Faulds, anche Sir William Herschel, un ufficiale del Servizio Civile britannico di stanza in India, scrisse a Nature, dichiarando di usare le impronte digitali a fini di identificazione fin dal 1858. Herschel, tuttavia, non fece alcuna menzione di un possibile uso giudiziario. Nel corso degli anni successivi, Faulds trascinò Herschel in un'aspra controversia sulla paternità delle applicazioni delle impronte digitali, richiedendo, nel 1874, che Herschel sostanziasse con prove la sua dichiarazione di aver usato le impronte in documenti ufficiali, cosa che Herschel debitamente dimostrò. Svariati libri e pamphlet, in cui Faulds argomentava, con variazioni, il tema dell'essere stato derubato del riconoscimento che gli sarebbe stato dovuto, furono pubblicati dal 1905 in poi, quando la tecnica delle impronte digitali era ormai entrata ampiamente nell'uso.
Dal punto di vista pratico, Faulds non ebbe alcun influsso sullo sviluppo della tecnica delle impronte digitali e sulla sua adozione da parte dei sistemi giudiziari a livello internazionale. Nessuna delle sue pubblicazioni produce alcun dato di rilievo su effettive occorrenze e caratteristiche degli schemi delle impronte. Tuttavia, gli va senz'altro riconosciuto il merito di essere stato fra i primi ricercatori e sostenitori dell'uso giudiziario delle impronte digitali, pur non avendo contribuito allo sviluppo pratico di questa tecnica.
La polizia giapponese adottò ufficialmente la tecnica delle impronte digitali nel 1911.

## Il ritorno in Gran Bretagna
Rientrato in Gran Bretagna nel 1886, a seguito di una lite con la società di missionari che dirigeva il suo ospedale di Tokyo, Faulds sottopose la sua idea di identificazione mediante impronte digitali a Scotland Yard, che lo ignorò, probabilmente in ragione del fatto che egli omise di presentare prove convincenti del fatto che le impronte siano durature, uniche per ciascun individuo e praticamente classificabili. Faulds ritornò quindi alla professione di chirurgo della polizia mortuaria che svolse prima a Londra, poi nella cittadina di Stoke-on-Trent, nello Staffordshire. Nel 1922 vendette la sua pratica e si trasferì nella vicina Wolstanton, dove morì nel marzo del 1930 all'età di 86 anni, amareggiato per il mancato riconoscimento del suo lavoro. Solo nel 2007 una targa di riconoscimento onorifico è stata affissa negli uffici della direzione dell'azienda Castle Comfort Stairlifts, nei pressi del cimitero della chiesa di St Margaret, a Wolstanton, dove si trova la sua tomba.